# I sette quadranti
I Sette Quadranti (titolo orig. The Seven Dials Mystery) è un libro poliziesco di Agatha Christie, pubblicato nel 1929. Seguito de Il segreto di Chimneys (1925), vi compaiono i personaggi di Lady Eileen (Bundle) Brent, Lord Caterham, Bill Eversleigh, George Lomax, Tredwell e il Sovrintendente Battle; è tradotto in ventitré lingue;

## Trama
Un gruppo di ragazzi benestanti viene ospitato in un lussuoso castello. Un giorno decidono di organizzare uno scherzo all'amico Gerald Wade, posizionando otto sveglie nella sua camera da letto, che avrebbero dovuto suonare all'unisono durante la notte. Il giorno dopo viene trovato il cadavere di Gerald. Il caso verrà risolto da Bundle che scoprirà che vi sono coinvolti i servizi segreti e misteriose operazioni di spionaggio.

## Personaggi
- Jimmy Thesiger, giovane uomo di mondo
- Tredwell, maggiordomo del castello di Chimneys
- Sir Oswald Coote, milionario fatto da sé
- Maria, Lady Coote, moglie di Sir Oswald Coote
- MacDonald, capo giardiniere a Chimneys
- Rupert Bateman, segretario di Sir Oswald ed ex-compagno di scuola di Jimmy Thesiger
- Helen, Nancy e Vera Daventry, detta "Socks" – ospiti di Sir Oswald e Lady Coote al castello
- Bill Eversleigh, lavora al Ministero degli Affari Esteri
- Ronny Devereux
- Gerald Wade
- Loraine Wade, sorellastra di Gerald
- Il Marchese di Caterham, vecchio milionario di estrazione nobile
- Lady Eileen Brent, detta "Bundle", figlia del Marchese di Caterham
- Stevens, domestico di Jimmy Thesiger
- Il Sovrintendente Battle
- Alfred, ex-valletto al castello di Chimneys
- Bauer, sostituto di Alfred
- George Lomax, sottosegretario al Ministero degli Affari Esteri
- Sir Stanley Digby, ministro dell'aeronautica
- Terence O'Rourke, segretario del ministro
- La Contessa Anna Radzky
- Herr Eberhard, inventore tedesco
- Mr Mosgorovsky, proprietario della casa da gioco nel quartiere di Seven Dials

## Adattamenti

### Televisione
- Seven Dials Mystery, film tv della London Weekend Television di 140 minuti trasmesso domenica 8 marzo 1981, di Tony Wharmby, con John Gielgud, Harry Andrews, Cheryl Campbell.[3]
- Netflix ha annunciato una nuova trasposizione del romanzo, diretta da Chris Sweeney, con la sceneggiatura di Chris Chibnall. Come interpreti: Mia McKenna-Bruce per Bundle, Helena Bonham-Carter per Lady Caterham and Martin Freeman nella parte di Battle.

## Edizioni italiane
- I Sette Quadranti: romanzo, traduzione di Enrico Piceni, Collana I Libri Gialli n.153, Verona-Milano, Arnoldo Mondadori Editore, dicembre 1936.[4] - copertina di Roger Barcilon, Collana I Classici del Giallo n.90, Mondadori, 7 luglio 1970; con Il segreto di Chimneys, ed. illustrata e annotata da Gianni Rizzoni, Collezione Agatha Christie, Milano, Club degli Editori, 1997; Collezione I Grandi Gialli di Agatha Christie, Milano, Hachette, 2003.
- I Sette Quadranti, trad. di Enrico Piceni, Prefazione e postfazione di Claudio Savonuzzi, Collana Oscar n.1192 (Oscar Gialli n.56), Milano, A. Mondadori, aprile 1980; Collana Oscar Narrativa n.1470, Mondadori, 1995.
- I Sette Quadranti, in Agatha Christie & Segretissimo presentano inverno spia 1982, copertina di Oliviero Berni, Milano, A. Mondadori, 1982. [Contiene: Poirot e i quattro, I sette quadranti, Destinazione ignota]
- I Sette Quadranti, traduzione di Ombretta Giumelli, Collana I Classici del Giallo Mondadori n.635, Milano, A. Mondadori, 28 maggio 1991; Collana Agatha Christie n.27, Corriere della Sera-RCS MediaGroup, 2014.
- I Sette Quadranti, trad. di O. Giumelli, in Cinque romanzi. 1926-1930, Collana I Cinque, Milano, Mondadori, 1995, ISBN 88-04-40616-X; Trezzano sul Naviglio, Euroclub, 1996. [Contiene: L'assassinio di Roger Ayckroid; Poirot e i quattro; Il mistero del Treno Azzurro; I sette quadranti; La morte nel villaggio]
- I Sette Quadranti, traduzione di Ombretta Giumelli, Prefazione e postfazione di Claudio Savonuzzi, Collana Oscar Scrittori Moderni, Milano, Mondadori, 2003, ISBN 978-88-045-2025-2; Collana Oscar Gialli, Mondadori, 2018, ISBN 978-88-047-0084-5.